# Uileacu de Beiuș
Uileacu de Beiuș è un comune della Romania di 2 336 abitanti, ubicato nel distretto di Bihor, nella regione storica della Transilvania.
Il comune è formato dall'unione di 3 villaggi: Prisaca, Uileacu de Beiuș, Vălanii de Beiuș.